# لوسيل إليزابيث بيشوب سميث
لوسيل إليزابيث بيشوب سميث (بالإنجليزية: Lucille Elizabeth Bishop Smith)‏ هي رائدة أعمال وطاهية أمريكية، ولدت في 5 سبتمبر 1892 في كروكيت في الولايات المتحدة، وتوفيت في 12 يناير 1985 في برينهام في الولايات المتحدة.